# Fantoma adâncurilor
Fantoma adâncurilor (1990) (titlu original The Ghost from the Grand Banks) este un roman science fiction al scriitorului britanic Arthur C. Clarke. Cartea tratează subiectul ridicării la suprafață a epavei vaporului RMS Titanic cu ocazia împlinirii a o sută de ani de la scufundarea sa.

## Intriga
Roy Emerson este un miliardar care și-a obținut averea cu ajutorul unor invenții care au revoluționat industria fabricării sticlei. Una dintre aceasta, sticla plutitoare, atrage atenția familiei Parkinson, care-i propune asocierea într-un proiect îndrăzneț: ridicarea la suprafață a uneia dintre jumătățile epavei Titanicului cu ajutorul a miliarde de biluțe de sticlă. Evenimentul ar urma să aibă loc cu ocazia comemorării centenarului scufundării giganticului vapor.
Simultan cu inițiativa lor, dr. Kato-Mitsumasa, președintele Nippon Turner, îi contactează pe soții Craig - matematicieni de excepție implicați în industria divertismentului și în conceperea programului care a eliminat problema computerelor la trecerea în anul 2000. El îi dorește ca asociați într-un proiect care presupune ridicarea la surafață a celeilalte jumătăți a Titanicului cu ajutorul unui aisberg format prin metode artificiale în jurul ei. Odată ridicată la suprafață, bucata de epavă ar urma să devină parc de distracții.
Pentru cele două operațiuni se apelează la un expert în scufundări, pe nume Jason Bradley. Cele două proiecte intră în linie dreaptă, dar lucrurile iau o turnură proastă: folosirea invenției lui Emerson se dovedește dificilă la adâncime, iar familia Craig își pierde fiica. Descoperirea trupului perfect conservat al unei fete în interiorul epavei reaprinde speranțele familiei Craig de a-și recăpăta fiica, dar toate eforturile sunt zădărnicite de un cutremur care modifică fundul oceanului și acoperă în întregime rămășițele Titanicului.

### Cuprins
| I - Introducere - 1. Vara lui '74 - 2. Culorile infinitului - 3. O capcană mai bună - 4. Sindromul secolului - 5. Imperiul sticlei - 6. "A Night to remember" - 7. Al treilea lider - 8. Afacerea - 9. Profeții - 10. Insula Mortului - 11. Ada - 12. Caracatița - 13. Puterea piramidei - 14. În vizită la Oscar - 15. Castelul Conroy - 16. Apartamentul Kipling | - 17. Congelatorul - 18. Grădina Irlandeză - 19. "Ridicați Titanicul" - 20. În Setul M - 21. O casă respectabilă - 22. Birocrație II - Pregătirile - 23. Conferința - 24. Gheața - 25. Jason Junior - 26. Pocalul familiei Medici - 27. Hotărâre - 28. Cârtița - 29. Sarcofagul - 30. Pietà - 31. O chestiune de megawați III - Operațiile | - 32. Nu-i nimeni aici în afară de noi, roboții - 33. Maxima solară - 34. Furtuna - 35. Artefacte - 36. Ultimul prânz - 37. Învierea IV - Final - 38. Opt pe scara Richter - 39. Fiul risipitor - 40. Inspecția - 41. Ascensiune liberă - 42. Vila, la apus - 43. Exorcism - 44. Epilog: Din adâncurile timpului - Surse de informații și mărturii - Anexă: culorile infinitului |

## Personaje
- Jason Bradley - scufundător specializat în aducerea la suprafață a epavelor
- Roy Emerson - specialist în prelucrarea sticlei, devenit miliardar datorită invențiilor în acest domeniu
- Edith Craig - programatoare devenită celebră și bogată datorită realizării unui soft menit să corecteze eroarea care ar fi afectat computerele bancare la treceerea din anul 1999 în anul 2000
- Donald Craig - programator specializat în prelucrarea pe calculator a filmelor vechi pentru modificarea sau îndepărtarea secvențelor în care se fumează; este soțul Edithei
- Ada Craig - fiica lui Donald și a Edithei, geniu al geometriei spațiale și pasionată de setul Mandelbrot
- Rupert Parkinson - membru al unei familii bogate și influente care dorește scoaterea la suprafață a unei jumătăți din epava Titanicului folosind o invenție a lui Emerson
- Dr. Kato-Mitsumasa - președintele companiei Nippon Turner, care dorește să scoată la suărafață cealaltă jumătate a epavei Titanicului pentru a fi transformată într-un parc de distracții

## Opinii critice
Romanul n-a fost primit foarte bine de critică. Kirkus Review a catalogat cartea ca „un Clarke de nivel mediu, mai emoțional  ca de obicei, cu o excelentă extrapolare a tehnologiilor viitoare”. La rândul său, SF Reviews o consideră „de departe cea mai dezamăgitoare din lunga și strălucitoarea carieră a lui Clarke”.
Deși semnalează unele puncte slabe și o compară cu primele scrieri ale lui autorului, SF Book Review crede că „va fi pe placul fanilor lui Arthur C. Clarke și, implicit, fanilor SF-ului clasic”. Într-un sens pozitiv, New York Times crede că „[Clarke] vede universul ca pe o jucărie minunată, care imploră să fie înțeleasă, dar mereu se amuză pe seama noastră cu o enigmă și mai greu de elucidat”.

## Aluzii la cultura populară și previziuni știițifice
În cadrul romanului, Clarke face referiri la diverse lucruri din cultura populară, precum și o serie de previziuni științifice specifice în opera sa. Una dintre operele la care face deseori referire este cartea de non-ficțiune a lui Walter Lord A Night to Remember (1955), o relatare a evenimentelor care au dus la naufragiul vaporului britanic, precum și la ecranizarea acesteia. Un alt film este menționat în carte: soții Craig ajustează filmul Casablanca pentru a îndepărta cadrele în care Humphrey Bogart fumează.
Clarke prevede problemele pe care computerele le vor avea la trecerea în anul 2000, deoarece majoritatea sunt programate să țină cont doar de ultimele 2 cifre ale anului. Prin urmare, după 99 ar urma 00, ceea ce ar da peste cap toate operațiunile bancare. Edith Craig este însărcinată în carte cu rezolvarea acestei probleme, care s-a dovedit a fi reală. Fiica ei, Ada, sesizează în carte o eroare în cadrul unui test de inteligență care presupunea alipirea unei piramide și a unui tetraedtru, situație reală relatată în revista Omni.
Cartea mai cuprinde referiri la "Operațiunea Jennifer", un proiect al CIA de recuperare a epavei unui submarin sovietic, precum și speculații pe urma recuperării moleculare a creierului, pornind de la o lucrare din 1989 a lui Ralph C. Merkle. De asemenea, Clarke propune o serie de aplicații practice ale setului Mandelbrot.